# Гермашев, Семён Захарович

С. З. Гермашев и председатель колхоза Н. Д. Соколовский за осмотром овец и определением качества шерсти перед стрижкой

Семён Захарович Гермашев (ок. 1890—1960) — чабан колхоза, лауреат Сталинской премии третьей степени (1951).

## Биография
Работал в овцеводстве с детских лет, с 1930 года — в колхозном производстве.
В 1946 году — чабан колхоза имени Володарского Степновского района Астраханской области, получил по 15, 5 фунтов шерсти с каждой овцы, перевыполнил план по настригу на 67 пудов.
Старший чабан колхоза имени Володарского, настриг в среднем от 403 овец по 5,2 кг шерсти (1947).
В 1948 году старший чабан колхоза имени Володарского Степновского района Астраханской области, по отаре 642 голов овец породы советский меринос получил ср. настриг шерсти 7,6 кг и сохранил в среднем на каждые 100 маток по 123,5 ягнёнка.
В 1951 году получил в среднем по 7,6 кг шерсти с овцы по отаре в 620 овец и по 123,5 ягненка на 100 овцематок.
С 1951 году после укрупнения колхоз стал называться «Страна Советов».
В 1952 году получил в среднем по 7 кг шерсти отличного качества с каждой тонкорунной овцы породы советский меринос.
С 1958 года на пенсии.

## Признание
- Сталинская премия третьей степени (1951) — за усовершенствование методов работы в тонкорунном овцеводстве
- орден Ленина (1950)